# Контрапункт (роман)
«Контрапу́нкт» (в других переводах — «Сквозь разные стёкла», англ. Point Counter Point) — роман Олдоса Хаксли, опубликованный им в 1928 году Это самое масштабное и более комплексное произведение писателя в сравнении с более ранними работами автора.
В 1998 году издательство Modern Library поставило книгу на 44-е место в списке «100 лучших романов 20-го века».
Содержимое произведения перешло в общественное достояние в США в 2024 году.

## О романе
Русский перевод названия романа отсылает к музыкальной технике контрапункта. Вместо одного центрального сюжета в книге присутствует целый ряд взаимосвязанных сюжетных линий. Прототипами некоторых героев являются реально существовавшие личности, большинство из которых Хаксли знал лично.
Это крупнейшее произведение писателя. Здесь описываются несколько месяцев из жизни лондонской интеллектуальной элиты. Тут нет главных действующих лиц или основной сюжетной линии. Как и музыкальный контрапункт, предполагающий сочетание двух и более мелодичных голосов, роман Хаксли — это переплетение разных судеб, рассказ о личной жизни множества людей, так или иначе попадающих в поле зрения писателя. Они встречаются в кафе и ресторанах, ходят на великосветские приёмы, ссорятся, сплетничают, злословят. Во всём этом нет никакой цели — одна бессмысленная многословица, с помощью которой Хаксли показывает своё отношение к своим современникам.

## Персонажи
- Уолтер Бидлейк
- Люси Тэнтемаунт (прототип — Нэнси Кунард[англ.])
- Джон Бидлейк (прототип — Огастес Джон)
- Марк Рэмпион (прототип — Дейвид Герберт Лоренс)
- Морис Спэндрелл (прототип — Шарль Бодлер)
- Филипп Куорлз (прототипом является сам Хаксли)
- Эверард Уэбли (прототип — Освальд Мосли)
- Денис Барлеп (прототип — Джон Миддлтон Марри)

## Достижения
В 1998 году Modern Library разместил Контрапункт на 44-ю строчке в списке «100 лучших романов».

## Переводы и публикации
Впервые на русский язык роман был переведён Марией Абкиной под названием «Сквозь разные стёкла»; этот перевод был издан в 1930 году ленинградским кооперативным издательством «Время» и больше никогда не переиздавался. В 1936 году центральным советским издательством «Художественная литература» был выпущен второй перевод — Игоря Романовича. После этого роман в СССР не переиздавался вплоть до Перестройки; в 1990 году после долгой паузы переиздан в переводе того же Романовича «Лениздатом», в дальнейшем этот перевод выдержал несколько переизданий в 1990—2010-х гг. В 2000 году ростовским издательством «Феникс» выпущен перевод Т. Ковалёва.
- Гексли А. Сквозь разные стёкла / пер. с англ. М. Е. Абкиной ; под. ред. Д. М. Горфинкеля. — Л. : Время, 1930. — 399 с. — 4000 экз.
- Хаксли О. Контрапункт / пер. с англ. И. К. Романовича. — М. : Художественная литература, 1936. — 472 с. — 10 000 экз.
- Хаксли О. Контрапункт : роман ; Новеллы. — Л. : Лениздат, 1990. — 608 с. — 100 000 экз. — ISBN 5-289-01068-8.
- Хаксли О. Контрапункт / [пер. с англ. Т. Ковалёва]. — Ростов-на-Дону : Феникс, 2000. — 448 с. — (Классики XX века). — 10 000 экз. — ISBN 5-222-01164-X.